# Jean Baptiste Loeillet de Gante
Jean Baptiste Loeillet (6 de julio de 1688–1750), quien con el tiempo adoptó el nombre de «Loeillet de Gante», fue un compositor belga nacido en Gante que pasó la mayor parte de su vida en Francia al servicio del arzobispo de Lyon, Paul-François de Neufville de Villeroy. Escribió numerosas composiciones para flauta, incluyendo trío-sonatas, sonatas para dos flautas solistas y otras obras similares. 
Fue miembro de una amplia familia de músicos, hijo de Pieter Loeillet y su primera esposa, Marte Nortier. Loeillet agregó «de Gante» a su apellido para evitar confusiones con su primo, Jean Baptiste Loeillet de Londres (1680-1730), que fue un músico famoso en la capital del Reino Unido. La similitud de nombres ha llevado -no obstante- a numerosos errores incluso en la atribución de obras por parte de editores: el arreglo de Alexander Beon del trío en do menor para flauta dulce, oboe y bajo continuo fue erróneamente atribuido a Loelliet de Gante. 
Entre las obras más divulgadas de Loeillet se encuentran 48 sonatas para flauta dulce y continuo editadas en Ámsterdam en 1710 y 1717, y reimpresas en Londres por Walsh & Hare en 1712 y 1722.